# Francesco Baccini
Francesco Baccini (Genova, 4 ottobre 1960) è un cantautore italiano.

## Biografia

### Formazione e primi inizi
È nato a Genova da una famiglia di origine toscana (il nonno paterno era di Scandicci). Cantautore della scuola genovese tra i più eclettici del panorama musicale italiano, Baccini inizia a studiare pianoforte da bambino e, dopo essersi dedicato ai grandi compositori del passato, a 20 anni scopre anche la musica leggera e il rock, alternando questa passione al suo lavoro di camallo al porto della sua città scaricando la merce dai container, lavoro che aveva ereditato dal padre e che svolgerà con scarsa convinzione, rassegnandone le dimissioni nel 1993. Dopo alcuni tentativi di farsi notare nel mondo discografico, per il primo singolo del 1988 è nascosto dietro lo pseudonimo "Espressione Musica". Nel frattempo tenta anche la strada del cabaret a Milano.

### Esordio alla fine degli anni Ottanta e gli anni Novanta
Nel 1989, con il suo vero nome, pubblica il suo album d'esordio Cartoons, premiato come rivelazione a Saint Vincent e vince la Targa Tenco come migliore opera prima; nello stesso anno vince Un disco per l'estate con Figlio unico, canzone tratta da questo album.
Nel secondo album, Il pianoforte non è il mio forte è contenuto il singolo Le donne di Modena e la presenza del duetto Genova blues con Fabrizio De André (suo amico, conosciuto proprio alla presentazione del suo primo album a Milano e del quale era sempre stato grande ammiratore), segna l'inizio di una serie di collaborazioni con altri artisti. Nel 1990, vince il Festivalbar con il brano Sotto questo sole, in coppia con Paolo Belli e i “Ladri di Biciclette”. Appassionato di calcio e grande tifoso del Genoa, nel 1991 scrive e canta l'inno della sua squadra del cuore. Sarà poi con l'album Nomi e cognomi del 1992 che ottiene il maggiore successo commerciale, affermandosi definitivamente come erede della tradizione dei cantautori liguri, grazie soprattutto a singoli come Giulio Andreotti, sferzante satira politica che rispecchiava i toni dell'epoca: proprio in quell'anno lo scandalo di Tangentopoli spazza via quasi tutta una classe dirigente politica e c'era anche chi, come Andreotti, era stato accusato di aver avuto relazioni con la Mafia. L'album contiene anche la canzone Renato Curcio, dal nome del fondatore delle Brigate Rosse degli anni di piombo.
Nel 1993, in occasione dell'uscita di Nudo - che contiene Ho voglia d'innamorarmi, una delle sue canzoni più famose - con un libro omonimo pubblicato da Bompiani affida alla pagina scritta la meditazione e le storie dei suoi primi anni di vita e di musica. Mentre tutti i precedenti album contenevano una canzone seria e tutte le altre ironiche, in Nudo soltanto una canzone è ironica, mentre tutte le altre sono serie. 
Nel 1994 esce il singolo Lei sta con te, una rivisitazione reggae del brano portato al successo nel 1964 da Bruno Lauzi, con una parte di testo nuova, scritta da Gaudi.
Segue un periodo di silenzio e di inattività, interrotto nel 1996 da Baccini a colori, che ottiene un riscontro di nicchia, sufficiente per presentarsi, a sorpresa, al Festival di Sanremo 1997 con il brano Senza tù (ironica parodia dei brani tipicamente sanremesi), e da qui pubblicare il primo disco antologico Baccini and Best Friends, che propone numerosi duetti con altri celebri autori, alcuni dei quali inediti come quelli con Enzo Jannacci o Angelo Branduardi, in aggiunta a quelli già incisi nei precedenti lavori. Due anni dopo è la volta di Nostra signora degli autogrill, al quale partecipa Alessandro Haber nella canzone Fratelli di blues.

### Anni 2000 e 2022
Al 2000 risale l'uscita del disco Barones dei Tenores di Neoneli, al quale Baccini partecipa cantando, in sardo e insieme ad Elio, il brano Intantu.
Nel 2001 il suo album Forza Francesco! è osteggiato dalla stessa casa discografica che lo mette fuori catalogo nel volgere di pochi mesi. Nel 2004 esordisce in teatro come attore protagonista nel musical Orco Loco, da lui stesso scritto a quattro mani con il romanziere Andrea G. Pinketts e prodotto dal Teatro Franco Parenti, replicato al Ciak di Milano per un mese e portato nei teatri italiani.
Nel 2005, dopo l'esperienza del reality televisivo Music Farm che lo vede protagonista suo malgrado (sarà escluso anzitempo per una bestemmia in diretta), esce Stasera teatro in cui spicca il singolo In fuga scritto con Enrico Nascimbeni in memoria del campione del ciclismo Marco Pantani. L'album Fra..gi..le (2006), un repackaging del precedente con l'aggiunta di due nuovi brani, trae il titolo dal singolo in cui Baccini confessa apertamente le proprie insicurezze. Il brano che dà il titolo all'album non supera la selezione per il Festival di Sanremo di quell'anno, però Baccini affianca Povia nel duetto del venerdì con la canzone Vorrei avere il becco. L'album contiene Lettera da lontano, composta da Enzo e Paolo Jannacci, tratta dall'ultima esibizione al Premio Tenco 2005 in cui Baccini duetta con Davide Van De Sfroos. La stessa canzone ottiene il premio di migliore canzone dell'anno.
Dopo un tour estivo di successo, con 50 date nel 2006, si concentra sul nuovo lavoro discografico intitolato Dalla parte di Caino, uscito nel maggio del 2007. Il disco ottiene la menzione speciale per il valor musical-letterario al Premio Lunezia 2007. Il singolo che anticipa l'album, Il topo mangia il gatto è scritto a quattro mani con Gianluca Grignani. Il videoclip della canzone è affidato alla regia di Maccio Capatonda. Le tematiche affrontate in questo album ricalcano quelle dei precedenti album: inoltre, Monna Lisa è la cover quale omaggio a Ivan Graziani, con la partecipazione del figlio Filippo.
Il 2008 vede Baccini nella veste di attore cinematografico. Viene presentato in anteprima al Giffoni Film Festival, fuori concorso nella sezione "Sguardi inquieti", il film Zoè, di cui Baccini è protagonista per la regia di Giuseppe Varlotta. Zoè partecipa a festival in Italia e all'estero: il Giffoni Film Festival, il Salento film festival, il Festival Cinema d'Essai, il Miff (dove vince per il migliore montaggio), il Festival di Bangalore e Nuova Delhi in India (unico film italiano), il Festival di Cracovia, e il Terra di Siena Film Festival.
Nel maggio dello stesso anno, esce Uniti duemilacinqueduemilaotto, un album inedito realizzato in coppia con Povia. Nel nuovo album si ripercorre il percorso dei due artisti negli ultimi anni di sodalizio discografico con la Target Music, storica etichetta di Angelo Carrara.
Nel 2010 viene pubblicato Ci devi fare un gol - le mie canzoni più belle, un cd antologico in cui il cantautore genovese reinterpreta i suoi principali successi (oltre a tre inediti, Ci devi fare un gol, Maschi contro femmine e Vedrai, vedrai di Luigi Tenco) e un libro-intervista curato da Andrea Podestà e Marzio Angiolani, Francesco Baccini. Ti presto un po' di questa vita, edito da Zona. Nel settembre 2010 è sul palco di Cesena per la Woodstock 5 stelle organizzata da Beppe Grillo, di cui compone la sigla: "Il sogno di Woodstock". Il festival fu trasmesso dal canale televisivo nazionale Play.me, che proprio con questa diretta aprì la neonata emittente.
Il 20 gennaio 2011 inizia il tour teatrale "Baccini canta Tenco", interamente dedicato alla riscoperta del cantautore, particolarmente amato da Baccini, dove vengono riletti e reinterpretati brani più noti o meno noti. Lo spettacolo vede ai testi ancora una volta Marzio Angiolani, agli arrangiamenti Armando Corsi e alla regia Pepi Morgia. Otterrà buoni riscontri di pubblico e di critica (vincendo tra gli altri il premio Premio Mei quale migliore spettacolo dell'anno). Nello stesso anno prende parte allo Spiaggia 101 tour.
Il 29 novembre 2011 esce il nuovo album Baccini canta Tenco, tratto dall'omonimo tour teatrale..
Nel 2012 con il cd "Baccini canta Tenco" vince il premio Lunezia e riceve la seconda Targa Tenco della sua carriera.
A ottobre, nell'ambito del Salone nautico di Genova, al Palazzo della Borsa si esibisce all'interno di una scultura di arte contemporanea di Marco Rotelli. Il 31 maggio 2013 si esibisce in un concerto presso il Teatro Tradizionale Politeama Greco di Lecce accompagnato dall'Orchestra Giovanissimi "Ascanio Grandi" di Lecce (184 elementi) diretta dal maestro Daniele Puglielli.

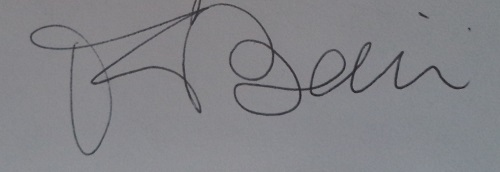
Firma di Francesco Baccini

Dal 23 al 30 ottobre 2013 svolge il proprio primo tour di concerti in Cina, toccando Pechino, Shanghai, Guangzhou, Shenzen e Hong Kong. Collabora con Cui Jian, con cui si esibisce in Cina e al quale consegna il Premio Tenco 2013.
Nel 2014 inizia il tour con la collaborazione del cantautore Marco Massa. Anticipa il proprio nuovo album con il singolo Solematto.
Il 21 ottobre dello stesso anno, insieme a Cristiano De André, è a capo del corteo di manifestanti con lo slogan #OraBasta che chiedono a gran voce le dimissioni della Giunta regionale e comunale e dei dirigenti di Arpal "per manifesta incapacità di governo" a causa dell'Alluvione di Genova del 9 e 10 ottobre 2014. I due cantanti, insieme ad una delegazione di cittadini e commercianti, hanno incontrato il sindaco Marco Doria e hanno annunciato l'intenzione di organizzare un concerto benefico.
Nel marzo 2016, Baccini e Sergio Caputo annunciano l'uscita di un singolo in aprile (Non fidarti di me) e un tour insieme.
Nel febbraio 2017 viene diffuso il video ufficiale del brano "Ave Maria" con gli Zero Plastica.
Nel giugno 2017, Baccini e Caputo annunciano il loro singolo "Le notti senza fine"; nell'ottobre 2017, "Chewing Gum Blues", title track dell'album che uscirà il 6 ottobre per l'etichetta Edel Italia.
Nel 2018 torna sul set nel film Credo in un solo padre dove interpreta Donato. Il film parla di violenza sulle donne, e al suo fianco recitano Massimo Bonetti, Flavio Bucci, Maddalena Ischiale, Giordano Petri. Baccini è anche l'autore della colonna sonora: il film esce nelle sale nel 2020.
Il 2019 è l'anno dei 30 anni di carriera e lo vede protagonista di oltre 70 concerti in giro per l'Italia.
Nel 2021 vince il premio "Manuel de Sica" per la colonna sonora del film "Credo in un solo padre" al  Terra di Siena film festival. 
Nel giugno 2022 Interpreta la parte di Michele Novaro, l'autore della musica dell'inno italiano nel film di Angelo Antonucci "Goffredo" con Stefania Sandrelli, Vincent Riotta, Maria Grazia Cucinotta.
Nell'estate 2022 inizia il tour Archi e Frecce insieme al quartetto d'archi Alter Echo e Michele Cusato alla chitarra che ne ha curato tutti gli arrangiamenti.
Nel 2025 firma le musiche per il teaser della serie tv "Dale Boca Belin" sulla fondazione del Boca Junior, prodotta da Tile Storytellers.

## Discografia

### Album in studio
- 1989 - Cartoons (CGD)
- 1990 - Il pianoforte non è il mio forte (CGD)
- 1992 - Nomi e cognomi (CGD)
- 1993 - Nudo (CGD)
- 1996 - Baccini a colori (CGD)
- 1999 - Nostra signora degli autogrill
- 2001 - Forza Francesco!
- 2005 - ...stasera teatro!
- 2006 - Fra..gi..le
- 2007 - Dalla parte di Caino
- 2008 - Uniti (con Povia)
- 2017 - Chewing Gum Blues (con Sergio Caputo)
- 2021 - Baccini Project colonna sonora del film  Credo in un solo padre (solo streaming)
- 2023 -  Archi e frecce

### Raccolte
- 1997 - Baccini and Best Friends (con 3 inediti)
- 2010 - Ci devi fare un goal (Sugar Music)

### Live
- 2003 - La notte non dormo mai - Live on tour 2002
- 2011 - Baccini canta Tenco (Edel Music)

### Singoli
- 1988 - Mamma dammi i soldi/Golf (CGD, 10793) (come Espressione Musica) (7")
- 1989 - Figlio unico/Figlio unico (album version) (CGD, 15392) (7")
- 1989 - Armani cambiami il look (CGD)
- 1990 - Sotto questo sole/Sotto questo sole (strumentale) (#1) (CGD, 9031 71752-0) (con i Ladri di Biciclette) (12")
- 1990 - Le donne di Modena (#2) (CGD, 9031 72181 7) (7")
- 1991 - Qua qua quando (#4) (CGD, 903174569-0) (con gli Ufo Piemontesi) (12" mix)
- 1991 - Genoa/Genoa (strumentale) (Iperspazio, IPN 895) (come I Ragazzi del "Genoa") (7")
- 1992 - Giulio Andreotti (#4) (CGD, 450990077-2) (CD singolo)
- 1992 - Renato Curcio (CGD)
- 1993 - Ho voglia d'innamorarmi (CGD)
- 1994 - Lei sta con te (CGD, 4509-96253-0) (12" mix)
- 1996 - Sono stufo di vedere quelle facce alla tivvù-ù-ù-ù (CGD)
- 1997 - Senza tu (CGD)
- 1997 - Vado di nuovo al mare (CGD)
- 1997 - Qua qua quando (con Ufo Piemontesi) (CGD)
- 1999 - Ballata di un ragazzo qualunque (Sony Music)
- 1999 - Quand'è che mi dici si (Sony Music)
- 2001 - La maria (Sony Music)
- 2003 - La notte non dormo mai (Sony Music)
- 2005 - Come Costantino (Target)
- 2005 - In fuga (Target)
- 2006 - Fra..gi..le (Target)
- 2006 - Girotondo (Target)
- 2007 - Il topo mangia il gatto (Target)
- 2007 - Il cielo di Milano (Target)
- 2008 - Uniti (con Povia) (#2) (Target)
- 2010 - Ci devi fare un goal (Sugar Music)
- 2010 - Maschi contro femmine (Sugar Music)
- 2011 - Vedrai, vedrai (cover) (Sugar Music)
- 2011 - Mi sono innamorato di te (cover) (Edel)
- 2012 - Li vidi tornare (Ciao amore ciao) (cover) (Edel)
- 2014 - Solematto (Lasteri music)
- 2016 - Non fidarti di me (con Sergio Caputo)
- 2017 - Ave Maria - Facci apparire (ft. Zero Plastica) (Nadir Music)
- 2017 - Le notti senza fine (con Sergio Caputo)
- 2017 - Chewing Gum Blues (con Sergio Caputo)
- 2020 - Baccini Project, colonna sonora del film Credo in un solo padre

## Programmi
- 2005 - Music Farm (Rai2)

## Filmografia
- 2004 - InvaXön - Alieni in Liguria (regia di Massimo Morini e Enzo Pirrone)
- 2008 - Zoè (regia di Giuseppe Varlotta)
- 2009 - Nerofuori, cortometraggio, (regia di Emanuela Mascherini).
- 2019 - Credo in un solo padre (regia di Luca Guardabascio)
- 2022 - Mameli. E L’Italia chiamò, (regia di A. Antonucci)

## Spettacoli teatrali
- La donna della bomba atomica di e con Gabriella Greison, regia Alessio Tagliento, musiche Francesco Baccini, 2024

## Libri
- 1993 - Nudo (Bompiani)
- 2010 - Ti presto un po' di questa vita (Zona)